# マイク・ブーデンホルツァー
マイケル・ビンセント・ブーデンホルツァー（Michael Vincent Budenholzer 発音: [ˈbjuːdɛnhɔːlzər] , 1969年8月6日 - ）は、アメリカ合衆国アリゾナ州ホルブルック出身の元プロバスケットボール選手であり、現在は指導者。NBAのフェニックス・サンズでヘッドコーチを務める。

## 経歴
ポモナ大学卒業後、1993-1994年デンマークのヴェイレBKのバスケットボールチームで活躍の後、1994年にNBAのサンアントニオ・スパーズでビデオコーディネータとしてスタッフとなった。
2年間職を務めた後、グレッグ・ポポビッチのもと、アシスタントコーチに選任され、2007-2008年シーズンからは、第1アシスタントコーチとしてポポビッチを支え、4度のNBA優勝を経験した。
2013年のNBAファイナル直前に、アトランタ・ホークスのヘッドコーチに選任されたヘッドコーチとしての初シーズンは、前シーズンまで6年連続プレーオフ進出が続いているハードルの高い出だしとなった上に、主力のアル・ホーフォードが故障で十分に出場できない中、残りのロースターで苦戦しながら、38勝44敗と負け越しはしたものの、プレーオフに8位で滑り込んだ。1stラウンド1戦目で1位のインディアナ・ペイサーズを下し、ヘッドコーチとしてのプレーオフ初勝利を勝ち取った。その後2勝し最終戦まで粘ったが、1stラウンドで敗退した。
2014-15シーズンからは、人種差別発言発覚で休職に追い込まれたダニー・フェリーに代わり、GMも兼任している。1月5日、12月期の14勝2敗の優れた戦績により月間最優秀コーチ賞を受賞。更に1月21日には、2015年NBAオールスターゲームのイースタンカンファレンスのヘッドコーチを務めた。後半戦も安定した戦いを支えて、このシーズン60勝22敗のフランチャイズ記録を達成しイースタン第一シードでプレーオフへ進んだ。4月21日、NBA最優秀コーチ賞を受賞することが発表された。2018年4月25日、ビューデンホルツァー、チーム双方合意によるヘッドコーチからの退任が発表された。
2018年5月17日、ミルウォーキー・バックスのヘッドコーチに就任することが報じられた。バックスは最終段階で、サンアントニオ・スパーズのアシスタントコーチのエットレ・メッシーナとも交渉していたが、ビューデンホルツァーが選ばれた。2018-19シーズンはリーグトップの60勝22敗を記録し、ホークス時代の2014-15シーズンに続き最優秀コーチ賞を受賞。そして3年目の2020-21シーズンにバックスを50年振りのNBAチャンピオンに導いた。
2022-23シーズンもリーグトップとなる58勝24敗を記録したものの、イースタンカンファレンスの1回戦で第8シードとして参戦したマイアミ・ヒートに1-4で敗れてシーズンを終え、2023年5月5日にバックスのヘッドコーチを解任された。

## 実績
| チーム   | シーズン | G   | W   | L   | W–L% | シーズン結果     | PG | PW | PL | PW–L% | 最終結果                         |
| -------- | -------- | --- | --- | --- | ---- | ---------------- | -- | -- | -- | ----- | -------------------------------- |
| ホークス | 2013–14  | 82  | 38  | 44  | .463 | 4th in Southeast | 7  | 3  | 4  | .429  | 1st.ラウンド敗退                 |
| ホークス | 2014–15  | 82  | 60  | 22  | .732 | 1st in Southeast | 16 | 8  | 8  | .500  | カンファレンスファイナル敗退     |
| ホークス | 2015–16  | 82  | 48  | 34  | .585 | 2nd in Southeast | 10 | 4  | 6  | .400  | カンファレンスセミファイナル敗退 |
| ホークス | 2016–17  | 82  | 43  | 39  | .524 | 2nd in Southeast | 6  | 2  | 4  | .333  | 1st.ラウンド敗退                 |
| ホークス | 2017–18  | 82  | 24  | 58  | .293 | 5th in Southeast | —  | —  | —  | —     | プレーオフ不出場                 |
| バックス | 2018–19  | 82  | 60  | 22  | .732 | 1st in Central   | 15 | 10 | 5  | .667  | カンファレンスファイナル敗退     |
| バックス | 2019–20  | 73  | 56  | 17  | .767 | 1st in Central   | 10 | 5  | 5  | .500  | カンファレンスセミファイナル敗退 |
| バックス | 2020–21  | 72  | 46  | 26  | .639 | 1st in Central   | 23 | 16 | 7  | .696  | 2021 NBAチャンピオン             |
| バックス | 2021–22  | 82  | 51  | 31  | .622 | 1st in Central   | 12 | 7  | 5  | .583  | カンファレンスセミファイナル敗退 |
| Career   | Career   | 719 | 426 | 293 | .592 |                  | 99 | 55 | 44 | .556  |                                  |

## その他
- サンアントニオ・スパーズ時代はGMのR・C・ビュフォードと共に1994年にグレッグ・ポポヴィッチにより雇われ、スパーズではビュフォードと共に最も長い在任期間を有する。それだけにポポヴィッチの戦術・戦略・チーム運営を最も良く理解するスタッフの一人であった。